# Decret d'Unificació
Decret d'Unificació fou un decret promulgat el 19 d'abril de 1937 per Francisco Franco a Salamanca i mitjançant el qual es fusionaven, sota el seu comandament, els partits polítics de la Falange Española i la Comunió Tradicionalista, que van passar a formar la Falange Española Tradicionalista y de las JONS (FET y de las JONS).
El decret va ser contestat severament pel carlisme. Aquesta protesta li va valer al seu cap, Fal Conde, una condemna a mort que el va obligar a exiliar-se a Portugal. La família reial carlina també va haver de sortir d'Espanya després de denunciar l'aspirant carlí al tron els rumbs totalitaris que estava adquirint el nou estat.
Igualment, el líder falangista Manuel Hedilla va rebre malament la unificació i va rebutjar la prefectura de la Junta Política de FET y de las JONS que per decret del 22 d'abril li va atorgar Franco. Aquesta actitud li va valer també la seva condemna a mort sota l'acusació de conspiració encara que, finalment, amb la intercessió de l'ambaixador alemany i de Serrano Súñer se li va commutar per la del bandejament a Canàries.
Neutralitzats d'aquesta forma els principals dissidents, tot just una minoria, el decret va dur la tranquil·litat política a la zona nacional, va eliminar les lluites internes entre les diverses faccions polítiques, pràcticament inexistents en comparació amb la zona republicana, i va permetre concentrar l'esforç en les operacions militars.